# Personal Chef
Personal chef é um profissional habilitado na área de gastronomia que oferece o serviço de chef de cozinha em domicílio ou outro local específico selecionado pelo cliente. Ele se encarrega de todo o serviço, desde as compras dos ingredientes, preparação, empratamento e serviço de mesa, bem como limpeza da cozinha após o evento.
Muito comum em países como Austrália e Inglaterra, a profissão ainda não despontou no Brasil, mas vem ganhando espaço, sobretudo em grandes capitais, como São Paulo, Rio de Janeiro, Brasília e Belo Horizonte.

## Definição
Personal chef é um chef que prepara as refeições na casa do cliente, com base nas necessidades e nas preferências pessoais do cliente. Em alguns casos, as refeições são deixadas embaladas, refrigeradas ou congeladas para o cliente desfrutar no momento em que desejar. Alguns personal chefs focam em cozinhar para o jantar e para outras ocasiões especiais na casa do cliente, o que significa que são responsáveis pelas compras, por preparar as refeições, servindo os clientes e cuidando da limpeza da cozinha. O menu é planejado e discutido com o cliente e, em seguida, preparado em sua casa no dia solicitado.
Ao contratar um personal chef para prestar qualquer serviço, desde um jantar especial a eventos maiores, o menu e o orçamento são apresentados para a aprovação do cliente. Normalmente, para o chef é dada a aprovação com um depósito, ou (se estiver familiarizado com cliente frequente) apenas feita uma reserva por telefone. O cliente paga pelo serviço completo, para além do custo do chef e serviços de auxiliares, materiais e demais necessidades.
Alguns personal chefs também fornecem planejamento de cardápios e orçamento para uma semana ou maior período, focando em uma alimentação nutritiva e saborosos pratos para as famílias dos clientes. Muitos personal chefs também oferecem instrução culinária personalizada na casa do cliente ou em grupos particulares.
Em termos de experiência, tendem a ser personal chefs profissionais que trabalham em restaurantes, hotéis, bares ou nos três. Não é raro que alguns personal chefs - especialmente aqueles que cozinham para jantares e ocasiões especiais - sejam empregados em um restaurante e só façam o serviço de personal chef no seu tempo livre para renda extra.
O personal chef é mais comum em países da Europa e cobra um preço elevado. 